# USS Plunger (SS-2)
L’USS Plunger (SS-2) est le premier sous-marin de Classe Plunger de l'US Navy construit à partir de 1901 par Crescent Shipyard (en) à Elizabeth ; il est mis en service en 1903.

## Histoire

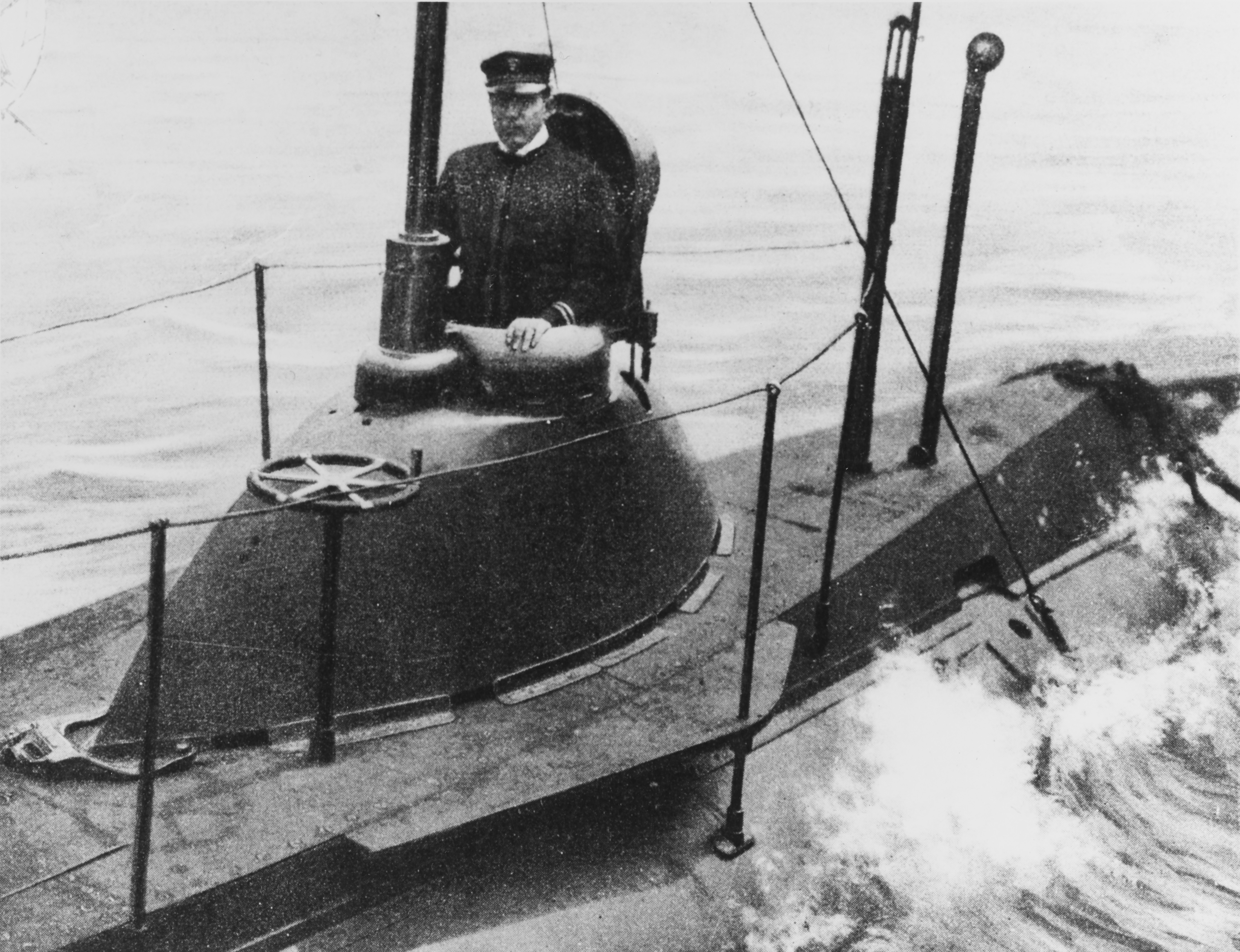
USS Plunger (SS-2).

La construction de l’USS Plunger débute le 21 mai 1901 à Elizabeth (New Jersey) dans les chantiers Crescent Shipyard de l’architecte naval Lewis Nixon. La construction est supervisée par Arthur Leopold Busch (en). Le sous-marin est lancé le 1er février 1902, et mis en service par l’US Navy le 19 septembre 1903.
Il est affecté durant deux ans à la Naval Torpedo Station (en) à Newport (Rhode Island) à des fins d’expérimentations sur les torpilles. L’USS Plunger n’étant que le second sous-marin moderne de l’US Navy, il sert aussi à mettre au point l’armement et les tactiques sous-marines et à la formation des équipages.
Dans cette période le sous-marin subit deux périodes d’entretien à la Holland Torpedo Boat Company à New Suffolk (New York) (en). La première révision se déroule de mars à novembre 1904 et la seconde dure deux semaines courant aout 1905. Il quitte Newport le 22 aout 1905 remorqué par l’USS Apache (1889) (en) jusqu’à New York, où il effectue des essais près de la maison du président Theodore Roosevelt. Le lendemain de l’arrivée du Plunger à New York, le président Theodore Roosevelt effectue une visite du sous-marin de même qu’une plongée avec ce dernier à Oyster Bay, la première d'un président a bord d'un sous-marin.
Le sous-marin est désarmé une première fois le 3 novembre 1905 et reste inactif jusqu’à sa remise en service le 23 février 1907. Le 3 mai 1909, l'enseigne Chester Nimitz, futur amiral de la flotte, prend le commandement du sous-marin. En septembre de la même année, le Plunger prendre part aux célébrations Hudson-Fulton à New York. Réassigné au Charleston Naval Shipyard à North Charleston, il atteint son nouveau port d’attache le 24 octobre où il est amarré à la canonnière USS Castine (PG-6) (en), le ravitailleur de sous-marins de l’Atlantic Submarine Fleet.
L’USS Plunger est rebaptisé A-1 le 17 novembre 1911. Il est retiré du Naval Vessel Register le 24 février 1913. Il est vendu le 26 janvier 1922.